# Friedrich Würzbach
Friedrich Wilhelm Adolf Würzbach (* 15. Juni 1886 in Berlin; † 14. Mai 1961 in München) war ein deutscher Philosoph, Publizist und Naturwissenschaftler, der vor allem als Nietzsche-Forscher bekannt wurde.

## Biographie

### Ausbildung
Friedrich Würzbach wuchs als zweiter von drei Söhnen des Kaufmanns Richard Würzbach und seiner Frau Clara, einer Tochter des Zauberkünstlers Bellachini, in Berlin auf (sein Bruder Hans wurde Kunstmaler, sein Bruder Walter Architekt).
Er erlangte im Herbst 1908 auf der Oberrealschule zu Groß-Lichterfelde die Hochschulreife und studierte zunächst im WS 1908/09 und SS 1909 an der Großherzoglich Badischen Albert-Ludwigs-Universität Freiburg Naturwissenschaften. Zum WS 1909 wechselte er für ein Philosophiestudium bei Alois Riehl und Georg Simmel an die Königliche Friedrich-Wilhelms-Universität zu Berlin, ohne zumindest die Botanik (bei Peter Claussen) aufzugeben. Würzbach setzte sein Studium mit dieser Mischung aus Naturwissenschaften und Philosophie vom WS 1910 bis zum Ende des SS 1913 an der Universität München fort. Zum SS 1914 wechselte er bis zum Ende des WS 1915/16 zurück nach Freiburg. Nach Ausweis seines Kollegienbuches belegte er hier Vorlesungen, Übungen und Kolloquien in Geologie, Paläontologie, Zoologie und Pflanzenkunde vor allem bei Wilhelm Deecke, aber auch bei Franz Theodor Doflein, Karl Deninger und Friedrich Oltmanns. 1924 wurde Würzbach mit einer Arbeit über Das Rohmaterial prähistorischer Silexwerkzeuge nach Vorkommen und Eigenschaften in Freiburg i. Br. bei Deecke zum Dr. phil. nat. promoviert. Mit seinem naturphilosophischen Ansatz, der geologische, klimatische und kulturelle Untersuchungsaspekte miteinander verbindet und das besondere Interesse Würzbachs an der philosophischen Deutung (Goethe, Schopenhauer, Nietzsche) von erd- und menschheitsgeschichtlichen Entwicklungen zeigt und fortan seine Nietzsche-Forschungen begleitete, war er dem diesbezüglichen Diskurs („Goethes Naturphilosophie scheint in Nietzsches Theorie des Willens zur Macht eine folgerichtige Fortsetzung und Auslegung zu finden“) deutlich voraus.

### Die Nietzsche-Gesellschaft
1919 begründete Würzbach in München die Nietzsche-Gesellschaft (NG) und wurde ihr erster Vorsitzender. Mit Nietzsches Philosophie ist Würzbach wohl spätestens 1909 im Studium bei Riehl und Simmel in Berührung gekommen, denn beide bezogen Nietzsche in Forschung und Lehre ein. Nachweislich hat Würzbach im WS 1911/12 in München bei Alexander Pfänder dessen Vorlesung Schopenhauer und Nietzsche belegt. Würzbach war aus gesundheitlichen Gründen (Lungentuberkulose) vom Militärdienst befreit und suchte häufiger in seinem Leben Heilung in Luftkurorten. Da sein Exmatrikulationszeugnis (1919) nach 1916 keinen Besuch von Lehrveranstaltungen ausweist, ist davon auszugehen, dass Würzbach eine Rekonvaleszenz-Phase seines Lebens für die intensive Beschäftigung mit dem Werk Nietzsches nutzte und insbesondere nach Kenntnis der neuen Publikation von Ernst Bertram und in der Aufbruchstimmung nach dem Ende des Ersten Weltkriegs den Entschluss zur Gründung der NG fasste.
Unter den Gründungsmitgliedern befanden sich Ernst Bertram, Hugo von Hofmannsthal, Thomas Mann, Richard Oehler, Leo Schestow und Heinrich Wölfflin, die unter Würzbachs Vorsitz – Schestow erst ab 1926 – den Vorstand bildeten. Die Beschäftigung mit dem zu dieser Zeit populären Philosophen war erklärtermaßen „unpolitisch sowie paneuropäisch ausgerichtet“, wie die folgende internationale Besetzung des Vorstands und die Aktivitäten der NG zeigen. Thomas Mann beispielsweise sprach auf der Sitzung der NG am 16. Oktober 1920 „über die Einigung Europas“ und über Kosmopolitismus.
Das Verhältnis Würzbachs zu Elisabeth Förster-Nietzsche, der Begründerin des Nietzsche Archivs in Weimar, verlief anfänglich kooperativ und entwickelte sich seit der erfolgreichen Tagung 1927 zu einem Rivalitätsverhältnis, das sich in der Folge in mehreren Streitpunkten und Anschuldigungen gegen Würzbach manifestierte, von denen dieser gerichtlich freigesprochen wurde. Würzbach hatte außerdem die Zugänglichmachung von – seiner Auffassung nach – von Förster-Nietzsche zurückgehaltenem Material zum (von ihm edierten) Willen zur Macht gefordert und damit ein „tiefgreifendes Zerwürfnis“ verursacht. Thomas Mann sah in der „Animosität gegen den durchaus braven und verdienten Mann (...) offenbar Eifersucht“. Willy Haas forderte in der Folge eine „Lex Nietzsche“, um Nietzsches Schwester das Zurückhalten von Dokumenten aus dem Nachlass zu untersagen. Auch beispielsweise Kurt Tucholsky schrieb über die Problematik der erb- und urheberrechtlich abgesicherten Entscheidungsgewalt über das Nicht-Veröffentlichen, Verfälschen oder Vernichten von Materialien aus schriftstellerischen Nachlässen am Beispiel des Nietzsche-Archivs.
Von 1922 bis 1929 war Würzbach als Mitherausgeber und Lektor an der dreiundzwanzigbändigen Musarion-Werkausgabe Nietzsches beteiligt. Förster-Nietzsche beabsichtigte 1923 zudem eine von Würzbach und Kurt Riezler für die Nietzsche-Gesellschaft herausgegebene englisch-amerikanische Gesamtausgabe. Darüber hinaus erschienen diverse Einzelpublikationen der NG.
Von 1933 bis zu ihrer Auflösung durch die Gestapo 1943 (wegen Kontakten mit Juden und Emigranten, mangelnder Tätigkeit sowie Feindseligkeit gegenüber der Schwester des Philosophen) sind so gut wie keine öffentlichen Betätigungen der NG nachweisbar. Würzbach wollte auf diese Weise die Gesellschaft vor einer „Gleichschaltung“ bewahren. Das gesamte Material der NG wurde beschlagnahmt und abtransportiert. Es befindet sich heute im Goethe- und Schiller-Archiv in Weimar.

### Tätigkeit im Dritten Reich
1933 bis 1940 nutzte Würzbach seine Tätigkeit als Abteilungsleiter am Reichssender München neben vielen anderen Sendungen und manchen Zeitungsartikeln teilweise nun auch zu faschistischen Deutungen Nietzsches. Hans Brandenburg, der für eine von Würzbach eingeführte und geleitete Sendereihe Von deutscher Frömmigkeit Vorträge hielt, berichtet über Würzbachs „stille Verschwörung“. In seinem Büro „hing in einem großen Farbendruck ein so entartetes Bild wie Franz Marcs rote Pferde, aber er hatte einen alten Meister danebengehängt und rechtfertigte die Zusammenstellung als rein instruktiv, als Beispiel und Gegenbeispiel. So stellte er mir denn auch die Aufgabe, Unerlaubtes in erlaubter Form zu sagen, und meist war der Vortrag eine Entgegnung auf irgend eine Äußerung von hoher oder höchster Stelle. Dabei war der Begriff der Frömmigkeit auf den der Lebensfrömmigkeit zu beschränken.“
1940 wurde Würzbach nach längerem vergeblichem Kampf um einen Ariernachweis – seine schon verstorbene Mutter war Jüdin, was er zu leugnen versuchte, indem er sie als nicht leibliche Mutter darstellte – fristlos entlassen. Er versuchte, den Lebensunterhalt für sich und seine Familie mit wissenschaftlichen Publikationen zu bestreiten, was die Reichsschrifttumskammer zu verhindern suchte. Im Frühjahr 1943 untersagte die Gestapo München Würzbach unter Androhung von Sicherheitsverwahrung jegliche schriftstellerische Betätigung. 1944 wurde er wegen „Staatsfeindlicher Äußerungen und Führerschmähung“ denunziert. Die Haftandrohung wurde wegen des schlechten Gesundheitszustandes von Würzbach in eine Geldstrafe umgewandelt.

### Nach 1945
Nach Kriegsende beantragte Würzbach von sich aus sein Spruchkammerverfahren, um einem erpresserischen Versuch seiner früheren Denunzianten entgegenzutreten. Er wurde am 11. Juni 1946 „nach politischer Überprüfung als einwandfrei“ befunden. Würzbach fand jedoch keine feste Anstellung, lebte von Lektoraten, Zeitungsartikeln und Vortragstätigkeit sowie der Neuauflage seiner wichtigsten Publikationen als Taschenbücher. Im Rahmen eines Wiedergutmachungsverfahrens wurde ihm 1953 eine bescheidene Rente zugesprochen. 1956 folgte Würzbach nach einigem Zögern der Aufforderung eines kleinen Kreises Interessierter, die Nietzsche-Gesellschaft neu zu begründen. Sie ist heute als Nietzsche-Forum München fester Bestandteil des Kulturlebens der Stadt.

## Werk

### Das Verhältnis von faschistischer zu spiritueller Auslegung
Folgende Leitgedanken lassen sich in Würzbachs wissenschaftlichem Werk erkennen, die auch in seinen Sendungen (keineswegs alle erhalten) und Zeitschriftenartikeln ihren Niederschlag finden:
Der zentrale Ansatz von Würzbachs Nietzsche-Interpretation ist die Bevorzugung von intuitiver Erfahrung gegenüber rationalem Denken, die in dem Gegensatz von Dionysisch versus Apollinisch gefasst und in zwei „Grundtypen des Menschen“, dem „Günstling der Natur“ und dem „Großen Kopf“ veranschaulicht wird. Dies entspricht dem seit Beginn des 20. Jahrhunderts sich entwickelnden Antiintellektualismus, der vom Naziregime übernommen und politisch instrumentalisiert wurde.
Mit der Konfrontation von Verstand und Gefühl geht die Etablierung einer Rangordnung einher, die Würzbach auf der Basis von Nietzsches elitärem Denken nach dem Kriterium der spirituellen Teilhabe an dionysischem Erleben bestimmt. Er postuliert, ebenfalls in Anlehnung an Nietzsche, eine biologisch fundierte Höherentwicklung des Menschen zu einer Fähigkeit kosmischer Teilhabe. Das biologische Interesse gilt hier der gesamten Entwicklung des Lebens, was allerdings auch rassistisch umgemünzt werden kann.
Die vage prophetische Zukunftsorientierung Nietzsches bietet in diesem Zusammenhang die Möglichkeit, ihn als frühen Verkünder einer deutschen Zukunft zu deuten.
Verfolgt man diese Grundgedanken der Nietzsche-Interpretation in den Publikationen Würzbachs, so ergibt sich folgendes Bild: In den wissenschaftlichen Publikationen bedient er sich in Vorworten und Kommentaren zu Textausgaben vielfach einer sprachlichen Mimikry in Form von vager Begrifflichkeit, die für eine faschistische Interpretation ebenso offen ist wie für eine spirituelle Auslegung. In einer Anzahl von Zeitungsartikeln und Rundfunkvorträgen nach 1933 finden sich eindeutig faschistische Äußerungen, aber auch Versuche einer Abgrenzung Nietzsches von der herrschenden politischen Meinung. Die Rundfunksendungen lassen das Bemühen erkennen, neben faschistisch orientierten Autoren vor allem Klassiker zu Gehör zu bringen.
So ist erkennbar, dass Würzbach während seiner Rundfunktätigkeit 1933 bis 1940 unter rassistisch begründetem Verfolgungsdruck seine Nietzsche-Interpretation an die Ideologie des Naziregimes anpasste, während seine spirituelle und kosmische Auslegung auch in dieser Zeit in seinem wissenschaftlichen Werk bestehen bleibt. Würzbach lieferte keineswegs eine systematische und flächendeckende Überführung Nietzsches in faschistische Ideologie, wie dies bei anderen prominenten Nietzsche-Interpreten wie Alfred Baeumler, Karl Otto Schmidt oder Fritz Giese der Fall war. Würzbach verhielt sich zeitweilig opportunistisch, war jedoch kein überzeugter Anhänger der Nationalsozialisten und kein Parteimitglied. Sein Oszillieren zwischen Anpassung und passivem Widerstand im Kulturbetrieb des Naziregimes ist kennzeichnend für das Verhalten einer großen Anzahl von Kulturschaffenden während des Naziregimes und erfordert in der Einschätzung Ambiguitätstoleranz.

## Werke: Monographien (Auswahl)
- 1921: Dionysos. Vortrag anlässlich der feierlichen Eröffnung der NG. Musarion, München.
- 1925: (Mit-Hrsg.): Ariadne. Jahrbuch der Nietzsche-Gesellschaft. Verlag der Nietzsche-Gesellschaft, München.
- 1932: Erkennen und Erleben: Der „Große Kopf“ und der „Günstling der Natur.“ Wegweiser Verlag, Berlin.
- 1935: La Volonté de Puissance – texte établi par Friedrich Würzbach. (Bei Gallimard: mehrfach wieder aufgelegt).
- 1940: Das Vermächtnis Friedrich Nietzsches. Versuch einer neuen Auslegung allen Geschehens und eine Umwertung aller Werte. Aus dem Nachlass und nach den Intentionen Nietzsches geordnet. Pustet, Salzburg (1943 wieder aufgelegt).
- 1941: Die zwei Grundtypen des Menschen: Der „große Kopf“ und der „Günstling der Natur“. Dt. Hort-Verlag, Reutlingen (Wiederauflage von Erkennen und Erleben).
- 1942 Hrsg.: Alles Lebendige ist ein Gehorchendes. Worte von Friedrich Nietzsche, zsgf. von Friedrich Würzbach. Münchner Buchverlag, München (Münchner Lesebogen).
- 1942: Nietzsche. Sein Leben in Selbstzeugnissen, Briefen und Berichten. Mit 52 Abb. Propyläen-Verlag, Berlin.
- 1943: Die Quellen unserer Kraft. Ein Lesebuch vom Ewig Deutschen. Zusammengestellt von Friedrich Würzbach und Fritz Krökel. Steirische Verlags-Anstalt, Graz (1945 wieder aufgelegt).
- 1949: Die zwei Grundtypen des Menschen: Der „große Kopf“ und der „Günstling der Natur“. Verlag Bamberger Reiter, Bamberg.
- 1954: Nietzsche: Sein Leben in Selbstzeugnissen, Briefen und Berichten. (Goldmann TB 1966, 1968, 1969 wieder aufgelegt).
- 1969: Friedrich Nietzsche: Umwertung aller Werte (Wiederauflage von Das Vermächtnis Friedrich Nietzsches bei dtv, dort wieder 1977).
- 1984: I. Das Bild des Menschen. II. Vom Ende der Neuzeit bis zu den Brücken der Zukunft, dargestellt an Hölderlin-Nietzsche-Rilke. Zwei unveröffentlichte Manuskripte aus dem Nachlass. Hrsg.: W.L.Lohmann. Verlag Die Blaue Eule, Essen 1984, ISBN 3-924368-22-8.

## Werke: Zeitschriftenartikel und Rundfunkvorträge (Auswahl)
- 1925: Das Problem der Rangordnung bei Nietzsche und die höchste Stufe derselben: der dionysische Mensch. In: Die Musikwelt, 5. Jg. H. 2. vom 1. Februar 1925. (GSA, 165/8016).
- 1928: Die wichtigsten biologischen Erkenntnisse in der Philosophie Nietzsches. In: Forschung und Fortschritte. Nachrichtenblatt der deutschen Wissenschaft v. 10. Januar 1928.
- 1929: Nietzsche. Ein Gesamtüberblick über die bisherige Nietzsche-Literatur. In: Literarische Berichte aus dem Gebiete der Philosophie. H. 19/20, 1929, S. 5–11.
- 1930: Die Wandlung der Deutung Nietzsches. In: Blätter für Deutsche Philosophie. Zeitschrift der Deutschen Philosophischen Gesellschaft, 4. Band, H. 2, S. 200–211.
- 1933: Nietzsche und das deutsche Schicksal. In: Das Literarische Echo, Oktober 1933. Vollständig oder in Auszügen in zahlreichen Zeitungen. Vgl. GSA, 165/10490.
- 1934: Die Wiedergeburt des Geistes aus dem Blute. In: Völkischer Beobachter v. 14. Januar 1934.
- 1934: Das dionysische Lied der Deutschen. In: Kulturpolitik und Unterhaltung vom 26. Januar 1934.
- 1934: Das Vermächtnis Nietzsches. In: Westdeutscher Beobachter v. 11. November 1934. (GSA, 165/9714).
- 1934: Arbeit und Arbeiter in der neuen Gesellschaft. Nach Aphorismen von Nietzsche. Deutsches Verlagshaus Bong & Co. (Rundfunkvortrag von 1933).
- 1937: Nietzsche und der Nationalsozialismus. In: Völkischer Beobachter v. 20. Juni 1937.
- 1940: ‚Ihr sollt einst ein Volk sein‘ Zum 40.Todestag Nietzsches (25. August 1940). In: Völkischer Beobachter v. 25. August 1940.

## Archivalische Quellen
- Bayerisches Hauptstadtarchiv: BHSA
- Berlin Document Centre, heute im Bundesarchiv: BDC
- Goethe- und Schiller Archiv Weimar: Archiv der Nietzsche-Gesellschaft im: GSA
- Akten der Spruchkammer Miesbach: SPA